# 荷蘭外交部
外交部（荷蘭語：Ministerie van Buitenlandse Zaken），是荷蘭主掌外交的行政部門，負責處理荷蘭王國的對外關係，包括歐洲事務及國際發展。外交部共有三位首長，分別是外交大臣，一位不管部大臣主掌國際發展（外贸与发展合作大臣），以及一位國務秘書處理歐洲事務（歐洲事務國務秘書）。
外交部成立於1813年。自1965年起開始指派國際發展國務大臣（除了第一屆巴爾克嫩德內閣以外），歐洲事務國務秘書則是從1956年開始指派。

## 職責
外交部負責荷蘭王國的外交政策，其八大目標為：
- 加強國際法律秩序，重視人權。
- 促進安全與穩定，有效率的人道救援，良善治理（Good governance）。
- 加強歐洲合作。
- 增加全世界的財富，對抗貧窮。
- 促進人類與社會發展。
- 保護並改善環境。
- 促進海外荷蘭國民的福利與安全，管理人員流動。
- 提升荷蘭文化形象，在荷蘭國內外協助創造一個正面的印象。

## 組織
該部會由外交大臣及其下的一位國務大臣和一位國務秘書領導，也包括海牙的公務人員，各駐外機構和獨立局、處、所。

### 部會
部內設有正副秘書長及五個司，處理各個領域。
- 歐洲合作司（Directorate-General for European Cooperation）負責荷蘭與歐盟會員國與候選國之間的關係，也負責協調其他區域組織的政策，像是歐洲委員會、經濟合作與發展組織以及比荷盧三國關稅同盟。
- 政治事務司（Directorate-General for Political Affairs）專注在和平、安全問題與人權。職責包括荷蘭在歐盟共同外交與安全政策、北大西洋公約組織與聯合國的政治角色。
- 國際合作司（Directorate-General for International Cooperation）負責國際發展，包括經濟發展、教育、健康與環境。還負責在聯合國與世界銀行執行荷蘭的發展政策，並與荷蘭樂施會（NOVIB）等非政府組織保持密切聯繫。
- 區域政策及領事事務司（Directorate-General for Regional Policy and Consular Affairs），負責協調駐外使領館，也計劃部內的移民與文化政策。

### 外交代表機構
荷蘭駐外的外交代表機構超過150個，任務是促進荷蘭王國的利益。這些機構有：
- 110個大使館。
- 27個總領事館。
- 15個在國際組織的常任代表，如聯合國、歐盟和北約。
- 一個大使館辦事處（位於普里什蒂納）。
- 兩個代表處：拉馬拉的巴勒斯坦自治政府，和阿富汗。

### 獨立部門
外交部內有以下幾個獨立部門：
- 國際事務諮詢會議（Advisory Council on International Affairs），提出關於外交事務的建議。
- 國際公法諮詢委員會（Advisory Committee on Issues of Public International Law），提出關於國際公法的建議。
- 荷蘭發展援助研究委員會（Netherlands Development Assistance Research Council），提出關於國際發展的建議。
- 國際私法政府委員會（Government Committee on Private International Law），提出關於國際私法的建議。
- 促進進口自發展中國家中心（Centre for the Promotion of Imports from Developing Countries），援助發展中國家在歐盟銷售產品與服務。
- 國際合作及永續發展國家委員會（National Committee for International Cooperation and Sustainable Development），管理使用在公民社會的國際發展基金。

## 外部連結
- 荷蘭外交部